# Centaur (estágio de foguete)

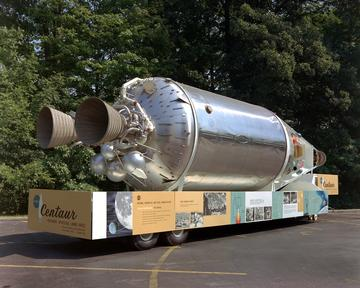
Um estágio de foguete Centaur usado no Programa Surveyor.

Centaur (palavra inglesa para centauro), é um estágio de foguete projetado para uso como estágio superior num foguete. Ele é responsável por impulsionar a carga útil até que esta atinja a órbita desejada, ou no caso de uma missão interplanetária, uma velocidade próxima ou superior à velocidade de escape. O Centaur foi o primeiro estágio superior de alta potência produzido, usando como combustíveis o LH2 e o LOX.
O nome, vem do Deus Centauro da mitologia grega. Seus criadores foram os engenheiros: Karel Bossart e Krafft Arnold Ehricke, o desenho era essencialmente uma versão menor do Atlas, usando o mesmo conceito de "balões" de lâminas de aço muito finas, como tanques de combustível, sendo a rigidez, garantida apenas pela pressão do próprio combustível. Para manter os tanques rígidos antes de abastecidos, eles são preenchidos com Nitrogênio.
O estágio Centaur, usa uma estrutura "dupla face" de "honeycomb" em fibra de vidro para separar os tanques de LOX e LH2. O frio extremo do LH2 de um lado, cria um vácuo entre as camadas de fibra de vidro, criando uma faixa de baixa condutividade térmica, impedindo a troca de calor entre o relativamente morno LOX, e o extremamente frio LH2. O Centaur, é impulsionado por um ou dois motores RL10, (modelos SEC e DEC respectivamente).

## História
O desenvolvimento começou em 1956 no Lewis Research Center, atualmente Glenn Research Center, da NASA, mas seguiu lentamente, e apenas em maio de 1962 ocorreu o primeiro teste de voo (mal sucedido). No início da década de 60, ele chegou a ser proposto como um estágio superior para os foguetes Saturno I, Saturno IB e Saturno V. Porém, como o primeiro voo bem sucedido do Centaur só ocorreu em 1965, aquela altura, a NASA já havia definido estágios superiores muito maiores para o Saturno V.
De 1966 a 1989, o Centaur-D foi usado como estágio superior em sessenta e três lançamentos do foguete Atlas. Desses, cinquenta e cinco foram bem sucedidos.
De 1974 a 1977, o Centaur-D-1T foi usado como segundo estágio em sete lançamentos do foguete Titan IIIE, seis dos quais bem sucedidos. Entre as sondas lançadas por esse modelo, estão as seguintes: Viking 1, Viking 2, Voyager 1, Voyager 2, Helios 1 e
Helios 2.
Uma alteração importante no Centaur, ocorreu no início dos anos 80, quando o sistema de controle de atitude, anteriormente usando peróxido de hidrogênio, foi substituído por outro usando hidrazina. Com isso, as bombas relativas ao peróxido de hidrogênio puderam ser eliminadas, simplificando muito todo o sistema de alimentação dos motores.
Uma nova versão, o Centaur-G, foi desenvolvido para uso com o Ônibus espacial. Ele foi otimizado para instalação no compartimento de carga daquele, com o aumento do diâmetro do tanque de hidrogênio. Sua primeira missão, foi impulsionar a sonda Galileu para Júpiter.
Para ser usado como carga útil no Ônibus espacial, o Centaur necessitava de um complexo sistema de controle da pressão do combustível em todas as fases do voo, e também, ser capaz de esvaziar os tanques rapidamente em caso de haver um cancelamento da missão e o Ônibus espacial precisar retornar e pousar com o Centaur ainda no compartimento de carga. Depois do desastre com o Ônibus espacial Challenger, a NASA considerou ser muito arriscado usar o Centaur dessa forma, e isso não foi mais feito.
Com a decisão de cancelar o projeto Centaur/Ônibus espacial, a Força Aérea dos Estados Unidos, foi levada a criar o foguete Titan IV, que nas suas versões 401A/B, usavam o Centaur-T, uma evolução do Centaur-G, como último estágio. Nessas duas versões, entre 1994 e 2003, ele foi lançado dezesseis vezes, com apenas uma falha.
Uma outra grande mudança no Centaur, foi feita para o foguete Atlas III, passando a usar um único motor RL-10, que era adequado para a maioria das missões, garantindo uma maior disponibilidade devido a redução dos custos.p. 251.
Um novo modelo chamado "Common Centaur", foi liberado pela Lockheed Martin Space Systems em 30 de novembro de 1999. Este modelo alongado, tinha 11,68 metros de altura, 1,7 metros a mais que os modelos anteriores.